# 化学接頭辞・接尾辞一覧
化学接頭辞・接尾辞一覧（かがくせっとうじ・せつびじいちらん）は、化学で用いる接頭辞および接尾辞の一覧。
化学物質の詳しい命名法はIUPAC命名法を参照のこと。

## 接頭辞

### 置換基
- オキサ(oxa)は元素が酸素(O)で置換されていることを示すときに用いる。
- アザ(aza)は元素が窒素(N)で置換されていることを示すときに用いる。
- ブロモ(bromo)は元素が臭素(Br)で置換されていることを示すときに用いる。
- ヨード(iodo)は元素がヨウ素(I)で置換されていることを示すときに用いる。
- フルオロ(fluoro)は元素がフッ素(F)で置換されていることを示すときに用いる。
- クロロ(chloro)は元素が塩素(Cl)で置換されていることを示すときに用いる。
- シアノ(cyano)はシアノ基(-CN)が結合していることを示すときに用いる。
- ヒドロキシ(hydroxy)はヒドロキシ基(-OH)が結合していることを示すときに用いる。
- フェニル(phenyl)はフェニル基(-Ph(= -C6H5))が結合していることを示すときに用いる。
- ベンジル(benzyl)はベンジル基(-CH2-Ph)が結合していることを示す接頭辞である。
- エポキシ(epoxy)は分子が酸素原子で架橋されていることを示すときに用いる。
- ニトロ(nitro)はニトロ基(-NO2)が結合していることを示すときに用いる。

### 官能基の位置関係を示す接頭辞
- gem-(ジェミナル）は同じ原子に同じ基が置換していることを示すときに用いる。
- iso-(イソ)は直鎖でないことを示すときに用いる。あるいは末端の次の炭素原子がメチル化していることを示すときに用いる。
- meso-(メソ)は不斉炭素を持つものの、面対称性を持ち、光学異性体を持たない化合物であることを示すときに用いる。
- neo-(ネオ)は末端の次の炭素原子にメチル基が2つ結合していることを示すときに用いる。
- ortho-(オルト)は'正規の'という意味のギリシア語に由来し、ベンゼン等の六員環の化合物において、1位と2位に置換基が結合していることを示すときに用いる。
- meta-(メタ)はベンゼン等の六員環の化合物において、1位と3位に置換基が結合していることを示すときに用いる。
- para-(パラ) は'反対の'という意味のギリシア語に由来し、ベンゼン等の六員環の化合物において、1位と4位に置換基が結合していることを示すときに用いる。
- vic-はベンゼン等の六員環の化合物において、1位と2位と3位に置換基が結合していることを示すときに用いる。
- asym-はベンゼン等の六員環の化合物において、1位と2位と4位に置換基が結合していることを示すときに用いる。
- sym-はベンゼン等の六員環の化合物において、1位と3位と5位に置換基が結合していることを示すときに用いる。
- sn-は、Stereospecifically Numberedの略で、グリセリン誘導体の炭素原子を立体特異的番号付けで表記したときに用いる。グリセリン誘導体がラセミ体のときはrac-をつけ、立体化学が不明のときはX-をつける。
- N-は、２級以上のアミンで窒素に結合している官能基を示すために用いられ「N-(官能基名2)(官能基名1)アミン」や「N-(官能基名3)-N-(官能基名2)(官能基名1)アミン」のように書かれる。

### 異性体関係
- (+)-は右旋性を持つ化合物であることを示すときに用いる。
- (-)-は左旋性を持つ化合物であることを示すときに用いる。
- (R-)は原子番号、原子量の順に置換基に順位を与え、最も順位の低い置換基を奥にしたとき、その他の基が順位に従い時計回りに配置していることを示すときに用いる。
- (S-)は原子番号、原子量の順に置換基に順位を与え、最も順位の低い置換基を奥にしたとき、その他の基が順位に従い反時計回りに配置していることを示すときに用いる。
- n-はnormal（ノルマル：独語）の略で直鎖の化合物であることを示し、sec-およびtert-と特に区別するときに使われる。
- sec-はseconderyの略で第二級の化合物であることを示すときに用いる。炭素-炭素結合#分枝参照のこと。
- tert-はtertiaryの略で第三級の化合物であることを示すときに用いる。炭素-炭素結合#分枝参照のこと。
- cis-（シス (化学)）は幾何異性体を持つ化合物において、二重結合を構成する2つの原子の同じ側に主鎖の一部、または、より順位の高い置換基が結合していることを示す。
- trans-（トランス (化学)）は幾何異性体を持つ化合物において、二重結合を構成する2つの原子の異なる側に主鎖の一部、または、より順位の高い置換基が結合していることを示す。

- epi-（エピ）はその後に続く化合物名のエピマーであることを示す。

### 溶液関係
- conc はその溶液が濃溶液であることを示すときに用いる。
- dil はその溶液が希薄溶液であることを示す。

### 倍数接頭辞
- モノ(mono-)は置換基が1つであることを示す。
- ジ(di-)は置換基が2つであることを示す。
- トリ(tri-)は置換基が3つであることを示す。
- テトラ(tetra-)は置換基が4つであることを示す。
- ペンタ(penta-)は置換基が5つであることを示す。
- ヘキサ(hexa-)は置換基が6つであることを示す。
- ヘプタ(hepta-)は置換基が7つであることを示す。
- オクタ(octa-)は置換基が8つであることを示す。
- ノナ(nona-)は置換基が9つであることを示す。
  - （注）まれにエニア(ennea-)としている場合もある。
- デカ(deca-)は置換基が10個であることを示す。
- ウンデカ(undeca-)は置換基が11個であることを示す。
- ドデカ(dodeca-)は置換基が12個であることを示す。
- イコサ(icosa-)は置換基が20個であることを示す。
  - （Chemical Abstructではエイコサ (eicos-a)）
- ヘンイコサ(henicosa-)は置換基が21個であることを示す。
  - （Chemical Abstructではヘンエイコサ (heneicosa-)）
- ドイコサ(docosa-)は置換基が22個であることを示す。
  - （Chemical Abstructではドエイコサ (doeicosa-)）
- ヘクタ(hecta-)は置換基が100個あることを示す。
- ジクタ(dicta-)は置換基が200個あることを示す。
- トリクタ(tricta-)は置換基が300個あることを示す。
- テトラクタ(tetracta-)は置換基が400個あることを示す。
- ペンタクタ(pentacta-)は置換基が500個あることを示す。
- ヘキサクタ(hexacta-)は置換基が600個あることを示す。
- ヘプタクタ(heptacta-)は置換基が700個あることを示す。
- オクタクタ(octacta-)は置換基が800個あることを示す。
- ノナクタ(nonacta-)は置換基が900個あることを示す。
- キリア(kilia-)は置換基が1000個あることを示す。
- ジリア(dilia-)は置換基が2000個あることを示す。
- トリリア(trilia-)は置換基が3000個あることを示す。
- テトラリア(tetralia-)は置換基が4000個あることを示す。
- ペンタリア(pentalia-)は置換基が5000個あることを示す。
- ヘキサリア(hexalia-)は置換基が6000個あることを示す。
- ヘプタリア(heptalia-)は置換基が7000個あることを示す。
- オクタリア(octalia-)は置換基が8000個あることを示す。
- ノナリア(nonalia-)は置換基が9000個あることを示す。
- ポリ(poly)は同じモノマーが多数結合したことを示すときに用いる。

#### 複雑な化合物の場合に使われる倍数接頭辞
- ビス(bis-)は置換基が2個あることを示す。
- トリス(tris-)は置換基が3個あることを示す。
- テトラキス(tetrakis-)は置換基が4個あることを示す。
- ペンタキス(pentakis-)は置換基が5個あることを示す。
- ヘキサキス(hexakis-)は置換基が6個あることを示す。
- ヘプタキス(heptakis-)は置換基が7個あることを示す。

## 接尾辞
- ォール(-ol)は分子がアルコールであることを示すときに用いる。
- ァール(-al)は分子がアルデヒドであることを示すときに用いる。
- ィン(-in)
- ォン(-one)は分子がケトンであることを示すときに用いる。
- ニトリル(nitrile)は元素がニトリルであることを示すときに用いる。
- アミン(amine)は水素原子がアミノ基(-NH2)で置換されていることを示す。
- イミン(imine)は水素2原子がイミノ基(=NH)で置換されていることを示す。
- aq はその物質の水溶液であることを示すのに用いる。
- アン(ane)